# Élie Berger
Pour les articles homonymes, voir Berger.
Élie Berger est un paléographe et archiviste français né en 1850 à Beaucourt (alors dans le Haut-Rhin) et mort à Paris en 1925.

## Biographie
Archiviste paléographe (promotion 1876), il est d'abord membre de l'École française de Rome de 1876 à 1880, puis conservateur aux Archives nationales de 1880 à 1897, date à laquelle il est élu à la chaire de paléographie de l'École des chartes. Docteur ès lettres en 1895, il est élu à l'Académie des inscriptions et belles-lettres en 1905.